# Matthew Tindal
Matthew Tindal, britanski filozof, * 1657, Bere Ferrers, Anglija, † 16. avgust 1733, Oxford.
Bil je pomemben deistični mislec. Njegova dela, ki so bila zelo vplivna v času zgodnjega razsvetljenstva, so povzročila veliko polemike in so izzvala krščanski konsenz tistega časa.

## Življenje
Rodil se je leta 1657 očetu Johnu Tindalu, nadškofu Bere Ferrersa (Devon), in materi Anne Hals. Bil je plemiškega rodu, tako po očetovi kot po materini strani. Študiral je umetnost in pravo na kolidžu Lincoln v Oxfordu pri visokem cerkovniku Georgeu Hickesu, dekanu Worcesterja, nato pa še na kolidžu Exeter v Oxfordu. Leta 1678 je bil izvoljen za člana All Souls Collega. Njegov pamflet o svobodi tiska je imel velik vpliv na konec pravne zahteve, da se morajo vse publikacije pred izdajo tiska licencirati. Njegova knjiga o pravicah krščanske cerkve je imela močen vpliv na odnose med cerkvijo in državo ter na rast svobodomiselnosti. Tindalovo delo Christianity as Old as the Creation (Krščanstvo staro kot stvarjenje) iz leta 1730 je ubesedilo deistično razumevanje krščanstva in je imelo velik vpliv v Angliji in na celini. Prevod v nemščino je postavil temelje hermenevtike. Preko Voltaira pa je Tindal močno vplival na francoske svobodomislece.

## Ideje
Tindal je verjel, da je krščanstvo staro kot stvarjenje, Jezus ne prinese ničesar novega, ampak želi le vzpostaviti staro spoštovanje božanstva. Krščanske cerkve so uničile Jezusovo delo, zato se deisti želijo vrniti k izvirnemu krščanstvu.
Kot deist je menil, da je Bog eno samo bitje, ki je ustvarilo svet, vendar ne posega v dogajanje v njem – svet se razvija po svojih lastnih zakonitostih. Zanikal je Božje razodetje, čudeže in božjo previdnost ter ni upošteval dogem posameznih ver in cerkev.
Za razliko od prejšnjega sistema barona Cherburyja (Lord Herbert of Cherbury), katerega temelj so bile prirojene ideje , so Tindalovi nazori temeljili na Lockovih empiričnih načelih. Prevzel je tradicionalne deistične antiteze zunanjega in notranjega, pozitivnega in naravnega, razodetja in religije. Izhajal je iz predpostavk, da mora biti resnična religija iz narave Boga in stvari, večna, univerzalna, preprosta in popolna. Ta religija ne sme vsebovati ničesar drugega kot preproste in univerzalne dolžnosti do Boga in človeka, pri čemer ena dopolnjuje drugo, torej morale.
Avtorjeva morala je v svojem bistvu utilitarna. Prava religija je religija narave in razuma, krščanstvo, če naj bi bila to popolna vera, je lahko samo to in more biti stara kot stvarjenje. Glavna naloga krščanstva je torej, da ljudi odvrne od vraževerja, ki je oskrunilo religijo narave. Biti mora popolnoma razumsko, sveto mora biti samo tisto, kar deluje v čast Boga in dobro ljudi. Dogme morajo biti opuščene. Tindalova "deistična Biblija" je spremenila temelje deistične epistemologije kot znanja, ki temelji na izkušnji in človeškem razumu. To je povečalo prepad med tradicionalnimi kristjani in, kot jih je on poimenoval, "krščanskimi deisti", saj je ta miselnost po novem zahtevala, da je razodeta resnica potrjena s človeškim razumom. V delu Christianity as Old as the Creation je Tindal ubesedil številne vidne vidike deizma, ki so to vero nadaljevali skozi naslednja stoletja do danes:
Nasprotoval je posebnemu razodetju: "God designed all Mankind should at all times know, what he wills them to know, believe, profess, and practice; and has given them no other Means for this, but the Use of Reason."

## Dela
Njegova zgodnja dela so bila Essay of Obedience to the Supreme Powers (1694, Esej o poslušnosti vrhovnim silam), Essay on the Power of the Magistrate and the Rights of Mankind in Matters of Religion (1697, Esej o moči sodišča in pravicah človeštva v verskih zadevah) in The Liberty of the Press (1698, Svoboda tiska). Prva njegovih dveh daljših del, The Rights of the Christian Church asserted against the Romish and all other priests who claim an independent power over it (Pravice krščanske cerkve uveljavljavljene proti rimskim in vsem drugim duhovnikom, ki zahtevajo neodvisno oblast nad njo), se je pojavila anonimno leta 1706 (2. izdaja l. 1706; 3. izdaja l. 1707 in 4. izdaja l. 1709). Knjiga je bila v tistem času šteta kot močna obramba teorije švicarskega reformatorja Tomaža Erasta o prevladi države nad cerkvijo in je bila takoj kritizirana.
Po več neuspešnih poskusih prepovedi dela je 14. decembra 1707 uspel primer zoper avtorja, založnika in tiskarja, naslednji dan pa še zoper prodajalca knjig za prodajo izvoda. Tožilstvo ni preprečilo izdaje četrte izdaje in je avtorju dalo možnost izdaje dela A Defence of the Rights of the Christian Church (Zagovor pravic krščanske cerkve), v dveh delih (druga izdaja l. 1709). Knjiga je bila po ukazih Spodnjega doma angleškega parlamenta zažgana leta 1710. Še leta so jo obsojali in Tindal je verjel, da ga je obsodil tudi dr. Gibson (londonski škof) v Pastoralnem pismu, v katerem je napisal, da je podcenjeval religijo in promoviral ateizem in nezvestobo. Na to obsodbo je odgovoril v anonimnem delu: An Address to the Inhabitants of London and Westminster (Nagovor prebivalcev Londona in Westminstra), katerega druga in najbolj obsežna izdaja je izšla leta 1730. V tej razpravi je pogumno branil deiste, v manjši meri pa že nakazuje na svoje najbolj znano delo Christianity as Old as the Creation.

### Christianity as Old as the Creation (Krščanstvo staro kot stvarjenje)
Tindalov spis Christianity as Old as the Creation je kot edino dopustno razglasil naravno vero. S tem je postal biblija deizma. Obstoj najvišjega bitja in nesmrtnost človekove duše naj bi bili vsem veram skupni resnici, ki razsvetljenemu človeku zadostujeta. Zamisel o Sveti Trojici, Božjem Sinu, ki naj bi postal človek, vnebohodu in prihodu Setega Duha je za avtorja postala nesmisel. Če je v Kristusu sploh videl zgodovinsko osebnost, je moral biti razsvetljen človek, dobrodelen prerok naravne vere.
Christianity as Old as the Creation ali the Gospel a Republication of the Religion of Nature pa je bil le prvi del njegovega celotnega dela. Drugi del pa nikoli ni bil izdan, kljub temu, da ga je napisal in zaupal svojemu prijatelju. Delo je izzvalo veliko odgovorov med drugim od Jamesa Fosterja (1730), Johna Conybeara (1732), Johna Lelanda (1733) in škofa Butlerja (1736).
Delo je leta 1741 v nemščino prevedel J. Lorenz Schmidt, kar je bil tudi začetek vpliva angleškega deizma na nemško teologijo.